# Hemilepistus elongatus
Hemilepistus elongatus là một loài chân đều trong họ Trachelipodidae. Loài này được Brandt miêu tả khoa học năm 1880.